# WonderSwan Color
Der WonderSwan Color ist eine Handheld-Konsole der sechsten Konsolengeneration von Bandai.

## Geschichte
Sie erschien am 30. Dezember 2000 in Japan und konkurrierte mit dem Game Boy Advance von Nintendo. Der Veröffentlichungspreis betrug 6800 Yen, was etwa 45 Euro entspricht. Außerhalb von Japan wurde das Gerät nur noch in Südkorea verkauft.
Das von Gunpei Yokoi entwickelte Vorgängermodell WonderSwan war 1999 in Japan erschienen. Im Gegensatz zur aktuellen Version war dieses System etwas kleiner und hatte keinen Farbbildschirm. Das neue Modell verfügt über einen deutlich geringeren Energieverbrauch. Mit einer AA-Batterie ist es möglich, 20 Stunden zu spielen.

## Varianten
Das Gerät erschien in den Farben kristallblau, kristallschwarz und kristallorange, sowie in den matten Farbtönen blau und pink.
Besondere Beachtung fanden limitierte Sonderauflagen. Dazu zählen neben zwei Gundam-Editionen auch zwei Modelle im Design von Final Fantasy, die zusammen mit Final Fantasy bzw. Final Fantasy II ausgeliefert wurden.

## Technische Daten
- Bildschirm:
  - FSTN-Reflection-LCD
  - 2,8" (71 mm) Bilddiagonale
  - keine Hintergrund-Beleuchtung
  - Auflösung: 224 × 144 Pixel
  - Farben: Palette von 4096 Farben, zwei Hardwarelayer mit je 4 oder 16 Farben pro Grafikteil (8 × 8 Pixel), max. 128 Sprites
- CPU: NEC V30 MZ mit 3,072 MHz (16-bit, 8086-kompatibel)
- Speicher: 64 KB VRAM/WRAM (Shared Memory)
- Cartridge: max. 16 MB (128 Mbit)
- Sound:
  - Mono-Lautsprecher eingebaut
  - Stereoton mit Kopfhörern und Kopfhöreradapter
- Verbindung: zwei Spieler (Adapter nötig)
- Batterielebensdauer: 20 Stunden mit einer AA-Batterie
- Größe: 128 × 74,3 × 243 mm
- Gewicht: 95 g (3,35 oz)

## Spiele (Auswahl)
- Digital Monster Ver. WonderSwan Color
- Final Fantasy 1,2,4
- Golden Axe
- Inuyasha: Kagome no Yume Nikki
- Mr. Driller
- Tetris
- Ultraman
- Wizardry: Proving Grounds of the Mad Overlord